# 1879 في الولايات المتحدة
فيما يلي قوائم الأحداث التي وقعت خلال عام 1879 في الولايات المتحدة.

## سياسة

### تعيين في المنصب
- 2 يناير – جون ديفيس طويل نائب حاكم ماساتشوستس [الإنجليزية]‏.
- 21 يناير – أوران ميلو روبرتس حاكم ولاية تكساس.
- 22 فبراير – زكريا تشاندلر عضو مجلس الشيوخ الأمريكي.
- 4 مارس – ليفي بي مورتون عضو مجلس النواب الأمريكي.
- 10 ديسمبر – الكسندر رمزي وزير حرب الولايات المتحدة.

### انتهاء فترة المنصب
- 14 يناير – جون لونغ روث Governor of Colorado [الإنجليزية]‏.
- 21 يناير – ريتشارد بينيت هوبارد حاكم ولاية تكساس.
- 3 مارس – جاكوب دولسون كوكس عضو مجلس النواب الأمريكي.
- 4 مارس – ستانلي ماثيوز عضو مجلس الشيوخ الأمريكي.
- 1 نوفمبر – زكريا تشاندلر عضو مجلس الشيوخ الأمريكي.
- 31 ديسمبر – لوسيوس روبنسون حاكم نيويورك [الإنجليزية]‏.

## ظهور
- 1 يناير – برج المراقبة

## مواليد

### يناير
- 1 يناير – إدوارد ديلون[1]
- 3 يناير – غريس كوليدج سياسية من الولايات المتحدة الأمريكية.[2]
- 16 يناير – وليام ماريون جاردين دبلوماسي أمريكي.[3]
- 25 يناير – إرنست ساكس

### فبراير
- 28 فبراير – هيل هاملتون ممثل أمريكي.[4]

### مارس
- 1 مارس – روبرت دانييل كارميكائيل رياضياتي أمريكي.[5]
- 5 مارس – كالا باشا ممثل من الولايات المتحدة الأمريكية.
- 5 مارس – والتر لونغ ممثل أمريكي.[6]
- 17 مارس – سيد غرومان[7]

### أبريل
- 14 أبريل – جيمس برانش كابل مؤلف أمريكي.[8]
- 21 أبريل – تشارلز ه تاتل سياسي أمريكي.[9]
- 23 أبريل – توماس ماثيو بيري سياسي من الولايات المتحدة الأمريكية.[10]

### مايو
- 2 مايو – أوتو هوفمان ممثل من الولايات المتحدة الأمريكية.[11]
- 12 مايو – تيودور بيل لاعب كرة مضرب أمريكي.
- 19 مايو – نانسي أستور[12]
- 30 مايو – ر يوينغ توماسون سياسي أمريكي.[13]

### يونيو
- 30 يونيو – والتر هامبدن ممثل أمريكي.[14]

### يوليو
- 5 يوليو – دوايت دافيس سياسي أمريكي.[15]
- 28 يوليو – لوسي بيرنز معلمة من الولايات المتحدة الأمريكية.[16]

### أغسطس
- 15 أغسطس – إثيل باريمور[17]
- 17 أغسطس – هارلان بريغز ممثل أمريكي.[18]
- 26 أغسطس – جو جانيت ملاكم من الولايات المتحدة الأمريكية.
- 27 أغسطس – أوتيس واو جلين سياسي أمريكي.[19]
- 28 أغسطس – سيدني أيريس

### سبتمبر
- 5 سبتمبر – فرانك جويت فيزيائي أمريكي.[20]
- 7 سبتمبر – هامبتون ديل روث[21]
- 14 سبتمبر – مارغريت سانغر[22]
- 14 سبتمبر – هاري كارتر ممثل من الولايات المتحدة الأمريكية.
- 19 سبتمبر – جورج لويد[23]

### أكتوبر
- 2 أكتوبر – ولاس ستيفنز شاعر أمريكي.[24]
- 5 أكتوبر – بيتون روس[25]
- 9 أكتوبر – روبرت إليوت[26]
- 15 أكتوبر – جين دراويل[27]
- 16 أكتوبر – كليم بيفانز ممثل أمريكي.[28]
- 24 أكتوبر – كريغ بيدل لاعب كرة مضرب من الولايات المتحدة.

### نوفمبر
- 2 نوفمبر – ماريون جونز فاركوهار لاعبة كرة مضرب من الولايات المتحدة.[29]
- 4 نوفمبر – ويل روجرز ممثل أمريكي.[30]
- 7 نوفمبر – كينغ باغوت لاعب كرة قدم أمريكي.[31]

### ديسمبر
- 5 ديسمبر – كلايد سيسنا فيرنون طيار من الولايات المتحدة الأمريكية.[32]
- 17 ديسمبر – غونري شريفير لاعب رماية من الولايات المتحدة الأمريكية.
- 19 ديسمبر – بيلز رايت لاعب كرة مضرب من الولايات المتحدة.[33]
- 24 ديسمبر – فايرمان جيم فلين ملاكم من الولايات المتحدة الأمريكية.

## وفيات

### يناير
- 2 يناير – كاليب كوشينغ (مواليد 1800) سياسي أمريكي.[34]

### مارس
- 21 مارس – وليام سقطت جايلز (مواليد 1807) سياسي أمريكي.[35]

### أبريل
- 21 أبريل – جون آدمز ديكس (مواليد 1798) سياسي أمريكي.[36]

### مايو
- 24 مايو – وليم لويد غاريسون (مواليد 1805) صحفي أمريكي.[37]

### يونيو
- 26 يونيو – ريتشارد هيرون أندرسون (مواليد 1821) عسكري من الولايات المتحدة الأمريكية.[38]

### يوليو
- 11 يوليو – ويليام آلن (مواليد 1803) سياسي أمريكي.[39]

### سبتمبر
- 13 سبتمبر – تشارلز بورمان (مواليد 1795) ضابط من الولايات المتحدة الأمريكية.

### أكتوبر
- 31 أكتوبر – جوزيف هوكر (مواليد 1814)[40]

### نوفمبر
- 1 نوفمبر – زكريا تشاندلر (مواليد 1813) سياسي أمريكي.[41]